# إجناسيو باهامونديس
إجناسيو أنطونيو باهامونديس كارابانتيس (بالإسبانية: Ignacio Antonio Bahamondes Carabantes؛ مواليد 27 أغسطس) هو مُقاتل فنون قتالية مختلطة تشيلي.

## وصلات خارجية
- إجناسيو باهامونديس على موقع يو إف سي (الإنجليزية)
- إجناسيو باهامونديس على موقع شيردوغ (الإنجليزية)
- إجناسيو باهامونديس على موقع Tapology.com (الإنجليزية)